# Ascorhynchus armatus
Ascorhynchus armatus là một loài nhện biển trong họ Ascorhynchidae. Loài này thuộc chi Ascorhynchus. Ascorhynchus armatus được miêu tả khoa học năm 1881 bởi Wilson.